# 泉州市南音傳承中心
泉州市南音传承中心，原泉州南音樂團，中國泉州市人民政府1960年3月成立的專業泉州南音樂團。團址位於泉州府文廟明倫堂。現任領導庄麗芬。

## 歷史
最初為泉州市民間樂團，初任團長為許顯舉，聘請有泉廈地區十三位名家為樂團老師並招收學生。聘請老師有陈天波、林文淑、吴萍水、何天赐、邱志竹、吴敬水、庄咏沂、苏来好、王友福、蔡森木、林孙雄、吳瑞德、黃補鐤等，被录用的团员有马香缎、黄淑英、蔡景贤、杨港水、姚加体、苏诗咏、杨双英、颜守义、蔡淑喧、王阿珠、张志超、蕭荣灶、施信义、张鸳鸯等。當時較為突出的樂團四大台柱有：馬香緞、黃淑英、楊雙英、蘇詩詠。
1966年文化大革命開始后解散，直到1979年10月23日恢復建制，這個時期的團長是蔣國權，副團長是陳冰機。重新聘請庄步联、庄金歪、苏颜芳、林文淑、蘇發灶等人為指導老師。1985年5月17日更名為泉州南音樂團。2012年6月劃轉為泉州市南音传承中心。
曾到英屬香港、新加坡、印尼、菲律賓、日本和台灣表演。
與廈門南樂團是中國僅有的2個公營南管（弦管；泉州南音；泉州弦管）樂團。
樂團擁有多位獲評高級職稱的演員和創作人員，錄製許多音樂專輯，編輯整理了8卷本《南音指譜大全》和《中國曲藝音樂集成·南音卷》。
台灣的南管音樂家王心心到台灣前曾在樂團工作。